# Nerd
『nerd』（ナード）は、日本のミクスチャーバンド・Kroiの4枚目のEP。2021年11月17日にIRORI Records（ポニーキャニオン）より発売。

## 概要
- 前作『STRUCTURE DECK』より約10か月振りのEP[注 1]。
- タワーレコードでは、渋谷店、新宿店、京都店、広島店、神戸店、梅田大阪マルビル店、札幌ピヴォ店、梅田NU茶屋町店の8店舗でリリース記念パネル展を開催。
- 11月17日、ライナーノーツを公開[3]。
- 同日、「Juden」「WATAGUMO」の空間オーディオver.が配信開始[4]。

## 楽曲説明
1. Juden
  - ダイハツ工業『ROCKY-e:smart「Cool Drive@棚田」篇』CMソング[5]
  - 本作のリード曲。
2. pith
  - ライナーノーツ

「小文字でかわいい❤️
イントロのStill DREよろしくな刻みエレピがお気に入りです
レコーディングではビッキビキに歪ませたクラビを弾きました ギターとクラビ聴き分けられるかな？？？あとアウトロのソロのフレージングが自分で聴いても謎です」[6]
3. Rafflesia
  - ライナーノーツ

「鍵盤はエレピソロしか弾いてません😥リズムのループのサンプルとか色々貼っつけてバンドとダンスミュージックの上手い境目を探りました、ドラムかっけえ」[7]
4. blueberry
  - インストゥルメンタル（ジャムシリーズ）
  - ライナーノーツ

「私のぐうすこコードA△7/BとかG△7/Aとかの類で盛り上げました」[8]
5. おなじだと
  - ライナーノーツ

「サビの歌メロめっちゃ最高
ずっと変なシンセを入れる事に尽力してましたがこの曲を作ってる時にれおにリッチな音のシンセ入れていいからねって言われて”えっいい音のシンセ使っていいんだ”ってなって初めて普通にいい音のシンセ入れましためでたしめでたし」[9]
6. WATAGUMO
  - 2021年11月16日「SONAR MUSIC」にて初オンエア[10]。
  - ライナーノーツ

「エレピ曲なのでサウンドをしっかり吟味しました プレイ的には珍しくクローズドなボイシングで結構テンション重ねてます、リッチだねっ🎹
あとサビとか隠れシンセが鬼入ってます 盛り上がってないようでセクション毎に抑揚はしっかりつけるアレンジに苦労しました😥」[11]

## 収録曲
| 全編曲: Kroi。 |                             |                   |           |       |
| #              | タイトル                    | 作詞              | 作曲      | 時間  |
| 1.             | 「Juden」                   | 内田怜央          | 内田怜央  | 4:24  |
| 2.             | 「pith」                    | 内田怜央          | 内田怜央  | 3:28  |
| 3.             | 「Rafflesia」               | 内田怜央 益田英知 | 内田怜央  | 2:43  |
| 4.             | 「blueberry」(Instrumental) | 内田怜央          | 内田怜央  | 2:16  |
| 5.             | 「おなじだと」              | 内田怜央          | 内田怜央  | 3:06  |
| 6.             | 「WATAGUMO」                | 内田怜央          | 内田怜央  | 4:16  |
| 合計時間:      | 合計時間:                   | 合計時間:         | 合計時間: | 20:13 |

| #   | タイトル           | 作詞 | 作曲・編曲 |
| --- | ------------------ | ---- | ---------- |
| 1.  | 「dart」           |      |            |
| 2.  | 「Mr. Foundation」 |      |            |
| 3.  | 「Balmy Life」     |      |            |
| 4.  | 「sanso」          |      |            |
| 5.  | 「shift command」  |      |            |
| 6.  | 「a force」        |      |            |
| 7.  | 「Monster Play」   |      |            |
| 8.  | 「ichijiku」       |      |            |
| 9.  | 「Custard」        |      |            |
| 10. | 「selva」          |      |            |
| 11. | 「Page」           |      |            |
| 12. | 「帰路」           |      |            |
| 13. | 「Pirarucu」       |      |            |
| 14. | 「侵攻」           |      |            |
| 15. | 「夜明け」         |      |            |
| 16. | 「Network」        |      |            |
| 17. | 「HORN」           |      |            |
| 18. | 「Shincha」        |      |            |
| 19. | 「Fire Brain」     |      |            |

## プレイリスト選出
- Apple Music
  - ブレイキング：J-Pop（M.1、6）
  - Tokyo Highway（M.1、6）
  - ニュー・ミュージック・デイリー（M.1、6）
  - 最新ソング：J-ロック（M.1、6）
  - 最新ソング：J-Pop（M.1）
- Spotify
  - Edge![注 2]
  - Soul Music Japan（M.1、6）
  - J-Rock Now（M.1）
  - Tokyo Rising（M.1）
  - New Music Wednesday（M.1、6）
  - Buzz on TV（M.1）
  - New Music Friday Japan（M.1、6）
  - J-Pop新幹線（M.1、6）
  - Spotify Japan 急上昇チャート（M.1）
  - Tokyo Super Hits!（M.1）
  - 【プレイリスト更新】DMZのプレイリストをSpotifyで聴こう！（M.1）
  - Monday Spin（M.1）
  - RADAR: Early Noise（M.6）
  - Tokyo Rising -from JAPAN-（M.6）
  - Tokyo Rising（M.6）
- YouTube Music
  - RELEASED（M.1、6）
  - Antenna（M.1、6）
  - J-Rock On The Rise（M.1、6）
  - J-Pop パーティー（M.6）
  - Catch Up Japan（M.6）
- Amazon Music
  - New in Japan（M.1）
  - Tokyo Crossing（M.1）
  - BREAKTHROUGH JAPAN（M.1）
- LINE MUSIC
  - exPoP!!!!!PUSH 10/26 by CINRA（M.1）
- TOWER RECORD MUSIC
  - Kroi MINAMI WHEEL 2021（M.1）
- J-WAVE
  - SONAR TRAX | J-WAVE 81.3 FM（M.1）